# Quercus michauxii
Quercus michauxii es una especie arbórea de la familia de las fagáceas. Está clasificada en la Sección Quercus, que son los robles blancos de Europa, Asia y América del Norte. Tienen los estilos cortos; las bellotas maduran en 6 meses y tienen un sabor dulce y ligeramente amargo, el interior de la bellota tiene pelo. Las hojas carecen de una mayoría de cerdas en sus lóbulos, que suelen ser redondeados. 

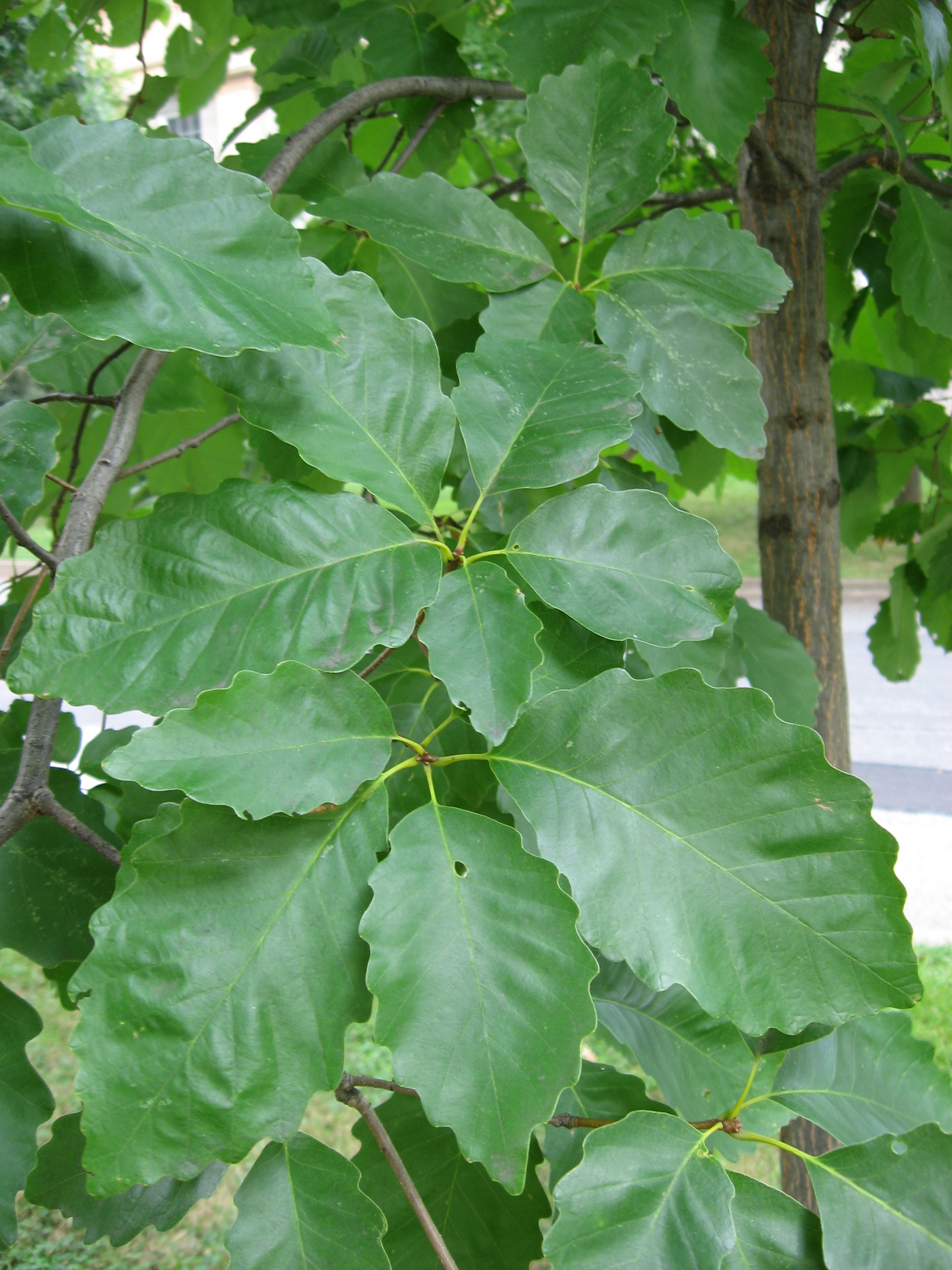
Hojas

## Distribución
Es nativa de las tierras bajas y humedales en el sur y centro de Estados Unidos, desde Nueva Jersey al sur hasta el norte de Florida, y al oeste de Missouri y el este de Texas; es raro  al norte del río Ohio.

## Clasificación y nomenclatura
Quercus michauxii se asemeja mucho al roble castaño Quercus prinus, y por eso a veces se ha tratado como una variedad de la especie. Sin embargo, es un árbol grande que se diferencia en el hábitat preferido, y la corteza no tiene la profundidad distintiva, rugosa del roble castaño, siendo más delgada, escamosa, y de color gris pálido. Por lo general crece hasta unos 20 m de altura, aunque el espécimen más alto conocido en la actualidad es de más de 42 m de altura.

## Descripción
Las hojas son simples,de 10-28 cm de largo y 5-18 cm de ancho, con 15 a 20 dientes simples como lóbulos, redondeada en cada lado, de forma similar a las de Quercus prinus y Quercus muehlenbergii, aunque por lo general no alcanzan la forma más delgada que las hojas de los árboles pueden presentar a veces. El fruto es una bellota de 2.5 a 3.5 cm de largo y 2-2.5 cm de ancho, transmitidas en un pedúnculo de 2-3 cm, con vencimiento en el otoño, sobre 6 meses después de la polinización. 

## Taxonomía
Quercus michauxii fue descrita por Thomas Nuttall y publicado en The Genera of North American Plants 2: 215. 1818.
Etimología
Quercus: nombre genérico del latín que designaba igualmente al roble y a la encina.
michauxii: epíteto otorgado en honor del botánico francés André Michaux.
Sinonimia
- Quercus bicolor var. michauxii (Nutt.) Chapm.
- Quercus bicolor subsp. michauxii (Nutt.) Sarg.
- Quercus houstoniana C.H.Mull.
- Quercus prinus L.
- Quercus prinus var. michauxii (Nutt.) Chapm.	[3][4]